# Clitiga excavata
Clitiga excavata är en stekelart som beskrevs av Cameron 1905. Clitiga excavata ingår i släktet Clitiga och familjen brokparasitsteklar. Inga underarter finns listade i Catalogue of Life.